# Лак-Вей
Лак-Вей (араб. مقاطعة بحيرة واي‎, Muqāṭaʿâtu Buḥayrâti Wāy, фр. Lac Wey) — один из четырёх департаментов административного региона Западный Логон в республике Чад. Образован в ходе реструктуризации некоторых местных и региональных властей в октябре 2002 года. Столица департамента расположена во втором по величине городе страны — Мунду.

## Население
По данным переписи населения, в 2009 году в департаменте проживали 331 496 человек (163 106 мужчин и 168 390 женщин). По другим данным, в 2012 году количество населения департамента Лак-Вей составляло 326 496 человек.

## Административное деление
Департамент Лак-Вей включает в себя 7 подпрефектур:
- Бах;
- Дели;
- Додинда;
- Мбалькабра;
- Мбалла Баньо;
- Мунду;
- Нгондонг.

## Префекты
- 9 октября 2008 года — 13 сентября 2011 года: Вирго Нгарбарум[5].